# 神成 (正教会)
神成（しんせい、テオーシス、ギリシア語: Θέωσις, 英語: theosis）とは、キリスト教、特に正教会の神学用語である。神成は正教会での神学用語であるが、一般には「神化」（しんか）との訳語も用いられる。

## 概要
神成とは、人が神に似ていき、神の性（神の本性）に與かる事を言う。ペトロの手紙二1章4節にある「神の性質にあずかる者となる」(1:4) という言葉が、新約聖書における直接的な根拠とされている。
「人が神に成る」という言葉はそれだけを取上げればかなり危険で誤解を招きかねないが、神成は正教会の教えの根幹にある。特別な人にではなく全ての人に関係すること、および、何か特異な事をするのではなく、全く普通に信仰生活を励む事によって神成がなされていく事が強調される。
神成についての理解は、アレクサンドリアのアタナシオスによる「神が人となったのは、人が神になるためであった」という言葉に集約される。
神成について理解するためには、三位一体およびキリスト論の教理理解が前提となる。以下、正教会の理解を中心に述べる。
正統的な三位一体およびキリスト論の観点では、イエス・キリストは、元々父なる神と同一本質である子なる神が人間の肉体を伴って現れた（藉身（受肉）した）のであって、普通の人間が後から神性を獲得したのではない。従ってキリスト教においては、イエス・キリストは神格化された存在ではなく、はじめから神であると信じられる。
キリスト教において、イエス・キリストが藉身（受肉）においてとったのは人間の肉体のみならず、人間性全てである。イエス・キリストの神性と人性は結合したり接触したり混交したりするものではなく、一つの位格の中において完全に神でもあり完全に人でもあった。この時にとられた人間性は神が人を創造した際に意図した完璧な人間像であり、神格化（"apotheosis"ではなく"deification"）されたものであった。完璧な人間像を持つ完全な神イエス・キリストが復活した事は、不死の神が人となり、死んで地の底に帰る人間性を神と交わりをもち昇天する人間性に変えて救ったことの証明とされる。人間は信仰生活を通して神に似る、即ちイエス・キリストの神の本性にあずかり、イエス・キリストが神格化した、より真正な人間性を獲得する。人にとってのこのプロセスを神成と呼ぶ。

## 歴史
神化（神成、テオーシス）は東方キリスト教の救済思想のキーワードであるが、これは初代のギリシア教父にまでさかのぼる。神化思想を本格的に論じ始めたのは、小アジア出身でリヨンの司教エイレナイオス（130頃-202）であり、その後アレクサンドレイア派の教父たち（アレクサンドリアのクレメンス、アレクサンドリアのアタナシオスなど）やカッパドキアの教父たちが議論を展開した。ただし、当時はまだ体系的な考察はされておらず、「テオーシス」という言葉も神化思想のキーワードとしては定着していなかった。
この言葉の定義を初めて提示したのは、6世紀初頭の偽ディオニュシオスであった。彼の影響のもとで、テオーシスは神学的議論の独立した主題としてより組織的に考察されるようになったばかりでなく、東方正教のひとつの基本原理となった。さらに7世紀のビザンツ神学者マクシモス（580頃-662）は、この路線をさらに押し進め、霊性全体が神化を目的としていることを主張した。この二人の貢献によってビザンツの神化思想は定着することとなった。
その後、新神学者シメオン（949-1022）は、神の光の観照という個人的な神秘体験によって「テオーシス」を「観想」とともに論じる神化思想を確立した。また、14世紀の神学者、グレゴリオス・パラマス（1296-1359）は、神の光への参与体験をこの世における神化の先取りとして強調し、その理論的根拠である神における「本質」と「働き」の区別に関する東方独自の神学を完成させた。